# Caso Sinaltrainal contra Coca-Cola
El Caso Sinaltrainal contra Coca Cola es un pleito abierto en 2001 por el sindicato colombiano Sinaltrainal, en un Tribunal de Distrito en Miami. Sinaltrainal alegó que Panamco, una embotelladora colombiana afiliada a Coca-Cola, ayudó a un grupo de paramilitares en el asesinato de varios miembros del sindicato. A pesar de la violación de derechos humanos que se produjo en Colombia, el sindicato acudió al ATCA (Alien Tort Claims Act o Estatuto de reclamación por agravios contra extranjeros), para llevar el caso a un Tribunal de Distrito de Estados Unidos. El ATCA concede a las cortes norteamericanas jurisdicción en cualquier disputa donde se alegue que un agravio ha sido cometido violando la “Ley de naciones” (law of nations) o un tratado suscrito por Estados Unidos.
En 2003, la corte desestimó los cargos contra The Cola-Cola Company, porque el asesinato tuvo lugar fuera de Estados Unidos, y por tanto, considerado demasiado lejos (física y causalmente) del Cuartel General de la compañía en Atlanta, sin que se hubiera probado un origen sustancial dentro de los Estados Unidos. El Tribunal del Distrito sí permitió que el caso siguiera adelante contra dos embotelladoras de Coca-Cola (Bebidas y Alimentos y Panamerican Beverages), aunque esta parte del caso también sería desestimada en 2006.

## Juicio en Miami
En 2001, se abrió un juicio en un Tribunal del Distrito en Miami, pidiendo una compensación económica por valor de 500 millones de dólares (362€ MM). El demandante afirmaba que fuerzas paramilitares habían asesinado al sindicalista Isidro Gil Gil, miembro del SINALTRAINAL (Sindicato Nacional de los Trabajadores de la Industria Alimenticia) quien trabajaba en la planta “Bebidas y Alimentos” en Carepa, departamento de Antioquía, al norte de Colombia.

## Tribunal del distrito
El 31 de marzo de 2003, el Tribunal del Distrito de EE. UU. desechó los cargos contra The Coca-Cola Company porque el crimen alegado o bien ocurrió en los EE. UU. pero se levantaron los cargos, o bien ocurrió en el extranjero sin estar claramente vinculado su origen en los EE. UU. El juez Federal José E. Martínez permitió que el caso siguiera adelante contra dos embotelladoras de la Coca-Cola, “Bebidas y Alimentos” y “Panamerican Beverages” (Panamco), pero no contra la Coca-Cola misma. El 4 de septiembre de 2006, el Juez Martínez desechó también los cargos alegados contra las embotelladoras.

## Killer Coke(Coca-Cola asesina)
Unos meses después del caso, el 16 de abril de 2003, el sindicato Sinaltrainal ponía en marcha el sitio web killercoke.org, haciendo una llamada para hacer boicot a Coca-Cola.

## La investigación de las Naciones Unidas
Coca-Cola Co., el mayor fabricante de refrescos del mundo, solicita un grupo de expertos de las Naciones Unidas para llevar a cabo una investigación independiente de sus operaciones en Colombia en medio de acusaciones de que la compañía ignoró actos de violencia contra los trabajadores en ese país.
La neutralidad de la investigación ha sido criticada sobre la base de que el delegado de EE. UU. de la Organización Internacional de Trabajadores (OIT), Ed Potter, es también director de relaciones internacionales de la Coca-Cola.
Para el 10 de abril de 2007 la investigación de la OIT llevaba grandes atrasos. A pesar de que fue iniciada en abril de 2006, los oficiales de la OIT en Colombia no estaban dispuestos hasta el mes de diciembre.